# Alacia alata
Alacia alata är en kräftdjursart som först beskrevs av G. W. Müller 1906.  Alacia alata ingår i släktet Alacia och familjen Halocyprididae. Utöver nominatformen finns också underarten A. a. alata.